# Robert Nozick

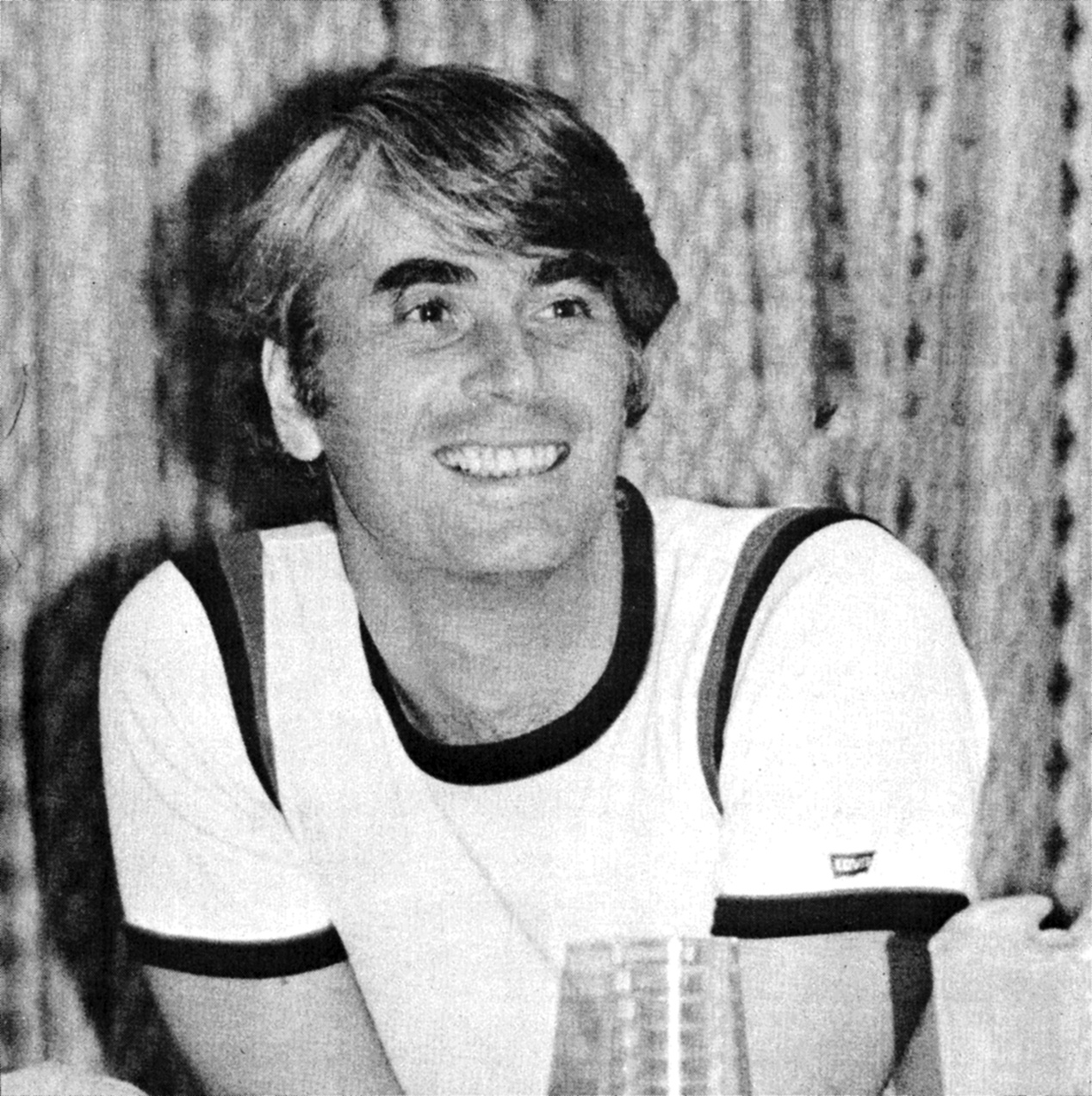
Robert Nozick (1977)

Robert Nozick (* 16. November 1938 in Brooklyn, New York City; † 23. Januar 2002 in Cambridge, Massachusetts) war ein US-amerikanischer Philosoph. Er hatte die Pellegrino-University-Professur an der Harvard-Universität inne. Sein Buch Anarchy, State, and Utopia aus dem Jahr 1974 war eine libertäre Antwort auf John Rawls’ Buch A Theory of Justice, das 1971 veröffentlicht wurde.

## Leben
Nozick wuchs in Brooklyn auf und studierte an der Columbia University mit dem Bachelor of Arts Abschluss 1959 summa cum laude. Im selben Jahr heiratete er. 1961 erhielt er seinen Master-Abschluss an der Princeton University, an der er 1963 bei Carl Hempel mit einer Dissertation über Entscheidungstheorie promovierte. Als Post-Doktorand war er als Fulbright Scholar in Oxford. Danach war er an der Princeton und Rockefeller University. 1969 erhielt er eine volle Professur an der Harvard University, an der er 1985 Arthur Kingsley Porter Professor und 1998 Joseph Pellegrino University Professor wurde.

## Werk
Mit dem 1974 veröffentlichten Buch Anarchy, State, and Utopia etablierte Nozick libertäre Positionen im Mainstream der politischen Philosophie. Er versucht, den Minimalstaat zu begründen, der sich darauf beschränkt, die natürlichen Rechte seiner Bürger und ihr Eigentum zu schützen. Gemäß seiner „Anspruchstheorie“ (entitlement theory) ist es das Maß der Gerechtigkeit, ob ein Anspruch rechtmäßig zustande gekommen ist, nämlich durch gerechte Aneignung und eigene Arbeit oder durch gerechte Übertragung von Besitztümern. In seinem Buch argumentiert er unter anderem für die Position, dass die Verteilung von Gütern gerecht sei, wenn sie mittels freiem und einvernehmlichem Austausch zwischen erwachsenen Personen erfolge, selbst wenn durch diesen Prozess große Ungleichheiten entstehen (und somit auch Machtungleichgewichte). Bei dieser Argumentation beruft sich Nozick auf die kantische Idee, dass Personen als rationale Wesen behandelt werden sollen.
Später distanzierte er sich vom libertären Programm und bekannte sich zu einer republikanisch-kommunitaristischen Position.
Nozick machte als ein wichtiger Vertreter der zeitgemäßen anglo-amerikanischen Philosophie nennenswerte Beiträge zu nahezu allen wichtigen Bereichen der Philosophie. In Philosophical Explanations legte er neue Ansätze zu den Begriffen Wissen, freier Wille und Wert vor. The Examined Life – einem größeren Publikum bekannt – untersuchte Liebe, Tod und Glaube.

## Kritik
Der US-Philosoph Thomas Nagel kritisiert, dass Nozicks libertäre Theorie kein echtes theoretisches Fundament habe, da sie ohne weitere Erklärung davon ausgehe, dass Individuen sich selbst gehörten.
Der indische Wirtschaftswissenschaftler und Nobelpreisträger Amartya Sen wirft Nozick vor, dass dieser die sozialen Folgen seiner libertären Philosophie völlig missachte. Es könne bei perfekter und vollständiger Wahrung libertärer Eigentumsrechte auch zu schweren Hungersnöten kommen, ohne dass damit die Vorgaben von Nozicks Theorie verletzt würden. Nozick habe zwar die Möglichkeit eines Ausnahmefalls bei der Gefahr „schwerer moralischer Katastrophen“ vorgesehen; dieser passe aber logisch nicht in Nozicks Theorie hinein. Darüber hinaus seien negative Auswirkungen in allen möglichen Schweregraden möglich. Nozicks Ansatz vernachlässige wichtige Variablen etwa der utilitaristischen Theorien und sei somit zu einseitig.
Der Ökonom Nicholas Barr von der London School of Economics kritisiert, dass zwischen sog. Naturrechts-Libertären wie Nozick und den Vertretern nicht-libertärer Positionen kein wissenschaftlicher Dialog möglich sei, da die Naturrechts-Libertären eine völlig kompromisslose Position verträten. Dies gelte aber nicht für empirisch argumentierende Libertäre wie Milton Friedman.
Der Ökonom Veit Bütterlin konstatiert, dass das Nozicksche Recht absoluten Eigentums die subsistenzrechtliche Dimension des Naturrechts bedrohen würde. Durch Nozicks Ausweitung des Naturrechts – nach der der Mensch Eigentümer seiner eigenen Person sei – auf ein absolutes Recht auf Eigentum an Gegenständen, könnten Rechtsumstände entstehen, die den naturrechtlichen Gedanken selbst wiederum untergraben würden.

## Ehrungen
1968 erhielt er die Presidential Citation der American Psychological Association. Er war Fellow der American Academy of Arts and Sciences (1984), korrespondierender Fellow der British Academy (1996), Guggenheim Fellow und Senior Fellow der Society of Fellows von Harvard. 1997 hielt er die John Locke Lectures in Oxford und war dort Christensen Visiting Fellow am St. Catherine’s College. 1997/98 war er Präsident der Eastern Division der American Philosophical Association.
Für sein Buch Philosophical Explanations wurde ihm 1982 der Ralph-Waldo-Emerson-Preis der Phi Beta Kappa Society zuerkannt.

## Werke
- Anarchie, Staat, Utopia. Olzog, München 2011, ISBN 978-3-7892-8099-3 (Originaltitel: Anarchy, State, and Utopia, 1974. Übersetzt von Hermann Vetter).
- Vom richtigen, guten und glücklichen Leben. In: dtv. Band 30382. Deutscher Taschenbuch-Verlag, München 1993, ISBN 3-423-30382-4 (Originaltitel: The Examined Life: Philosophical Meditations, 1989. Übersetzt von Martin Pfeiffer).
- Philosophical Explanations. Clarendon Press, Oxford 1981
- The Nature of Rationality. Princeton University Press, Princeton, NJ 1993
- Socratic Puzzles. Harvard University Press, Cambridge, MA 1999
- Invariances. Belknap Press, Cambridge MA 2003